# Viola thomsonii
Viola thomsonii är en violväxtart som beskrevs av Oudemans. Viola thomsonii ingår i släktet violer, och familjen violväxter. Inga underarter finns listade i Catalogue of Life.